# Har Szina’an
Har Szina’an (hebr. הר שנאן) – najwyższy szczyt gór Naftali. Wznosi się na wysokość 902 m n.p.m. Przez szczyt góry przebiega granica Izraela oraz Libanu. Przy samym szczycie, po stronie libańskiej granicy znajduje się wojskowa baza Hula należąca do międzynarodowych sił UNIFIL.

## Geografia
Pasmo górskie Naftali rozciąga się na długości około 20 kilometrów. Har Szina’an jest najwyższym szczytem gór Naftali. Jest położona przy moszawie Margalijjot.

## Historia
Zgodnie z tradycją w IV wieku zostali tutaj pochowani słynni żydowscy uczeni Talmudu, Rav Papa i Rav Aszi.
Podczas I wojny izraelsko-arabskiej w 1948 roku w górach Naftali toczono ciężkie walki, które koncentrowały się zwłaszcza w rejonie kibucu Menara. W nocy z 21 na 22 października siły Arabskiej Armii Wyzwoleńczej zajęły ufortyfikowane pozycje obronne na górze Har Szina’an. W odpowiedzi Izraelczycy przeprowadzili operację „Ja'el” (22-23 października), która zakończyła się niepowodzeniem. Kilka dni później przeprowadzili operację „Hiram”, podczas której zajęli całą Galileę. Po wojnie Żydzi rozwijali działalność osadniczą w górach Naftali. Żydowski Fundusz Narodowy zasadził las Harej Naftali, który zajmuje powierzchnię 800 hektarów.
Z powodu swojego strategicznego położenia na granicy izraelsko-libańskiej, góry Naftali nie należały do spokojnego rejonu. Dochodziło tutaj do częstych incydentów ostrzału żydowskich osiedli przygranicznych i przenikania przez granicę arabskich terrorystów. W 1982 roku doszło do wybuchu wojny libańskiej, podczas której Izraelczycy zajęli cały południowy Liban. Wycofanie izraelskich wojsk nastąpiło w 2000 roku. Opuszczone przez Izraelczyków tereny zajęły siły Hezbollahu, które wznowiły ostrzał przygranicznych żydowskich osiedli. W 2006 roku doszło do II wojny libańskiej. Linia graniczna jest obecnie monitorowana przez międzynarodowe siły UNIFIL. Dostęp do szczytu jest możliwy wyłącznie za zgodą sił UNIFIL (od strony libańskiej) lub Sił Obronnych Izraela (od strony izraelskiej).